# صفيحة أوراسية

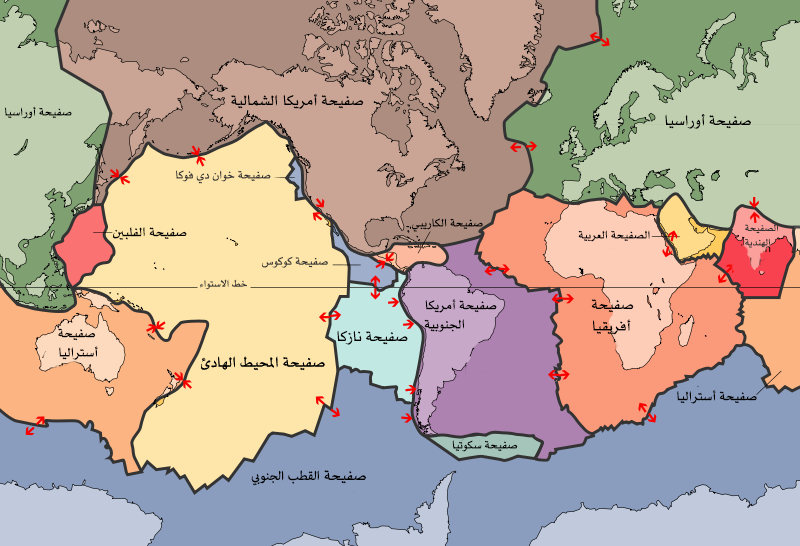
الصفيحة الأوراسية باللون الأخضر

الصفيحة الأوراسية  هي صفيحة تكتونية تضم معظم أوراسيا، باستثناء شبه القارة الهندية وشبه الجزيرة العربية وشرق سيبيريا، والتي تشمل أيضًا القشرة المحيطية التي تمتد غربًا حتى حيد وسط المحيط الأطلسي، وشمالاً إلى حيد جاكل.
الحد الشمالي الشرقي هو الحدود مع صفيحة أمريكا الشمالية، وإلى الجنوب الشرقي مع صفيحة الفلبين، وربما حتى *صفيحة أوخوتسك [الإنجليزية] و الصفيحة الصينية [الإنجليزية]. الحد الجنوبي الغربي مع الصفيحة الإفريقية، والصفيحة العربية في الوسط وبين الصفيحة الهندية الإسترالية الجنوبي الشرقي. الحد الغربي يمتد من حد صفيحة أمريكا الشمالية التي تشكل الجزء الشمالي من حيد وسط المحيط الأطلسي، والتي تنتهي عند آيسلندا. كانت ثورة بركان إلدفيل الواقع في جزيرة هيماي الأيسلندية عام 1973، وثوران بركان لاكي عام 1783 وثوران بركان إيافيالايوكل عام 2010 ناجمة عن تحرك صفيحتي أمريكا الشمالية والأوراسية نتيجة لقوى الحدود المتباعدة بين الصفائح التكتونية. تشكلت سلسلة جبال الهيمالايا وهضبة التبت نتيجة الاصطدام بين الصفيحة الهندية والصفيحة الأوراسية، والتي بدأت منذ 50 مليون سنة وتستمر حتى اليوم.
يهيمن التفاعل بين الصفيحة الأوراسية والصفيحة الهندية على ديناميكيات آسيا الوسطى.